# Drugi gabinet Gougha Whitlama
Drugi gabinet Gougha Whitlama – czterdziesty dziewiąty gabinet federalny Australii, urzędujący od 19 grudnia 1972 do 12 czerwca 1974, tworzony samodzielnie przez Australijską Partię Pracy (ALP). Był zdecydowanie najliczniejszym z dotychczasowych gabinetów federalnych. Wynikało to z faktu, iż ALP postanowiła odejść od stosowanego we wcześniejszych rządach prawicowych podziału ministrów na dwie rangi: członków gabinetu oraz pozostałych (tzw. junior ministry). Choć pomiędzy ministrami istniała pewna hierarchia, związana z ustaleniami wewnątrzpartyjnymi, formalnie wszyscy należeli do gabinetu.

## Okoliczności powstania i dymisji
Gabinet powstał nieco ponad dwa tygodnie po wyborach parlamentarnych z grudnia 1972, po tym jak dopełniona została przewidziana wewnętrznymi zasadami ALP procedura, w ramach której klub parlamentarny wybrał ze swojego grona członków rządu, a następnie premier rozdzielił między nimi stanowiska. W czasie trwania tego procesu urzędował przejściowy, dwuosobowy pierwszy gabinet Gougha Whitlama. Gabinet urzędował do przedterminowych wyborów przeprowadzonych w maju 1974, w których ALP ponownie odniosła zwycięstwo, dzięki czemu premier Whitlam mógł sformować swój trzeci gabinet.

## Skład
| stanowisko                                                                           | osoba           | od                   | do                   |
| ------------------------------------------------------------------------------------ | --------------- | -------------------- | -------------------- |
| premier                                                                              | Gough Whitlam   | 19 grudnia 1972      | 12 czerwca 1974      |
| wicepremier                                                                          | Lance Barnard   | 19 grudnia 1972      | 12 czerwca 1974      |
| minister spraw zagranicznych                                                         | Gough Whitlam   | 19 grudnia 1972      | 6 października 1973  |
| minister spraw zagranicznych                                                         | Donald Willesee | 30 listopada 1973    | 12 czerwca 1974      |
| minister obrony                                                                      | Lance Barnard   | 19 grudnia 1972      | 12 czerwca 1974      |
| minister zaopatrzenia                                                                | Lance Barnard   | 19 grudnia 1972      | 9 października 1973  |
| minister zaopatrzenia                                                                | Kep Enderby     | 9 października 1973  | 12 czerwca 1974      |
| minister wojsk lądowych                                                              | Lance Barnard   | 19 grudnia 1972      | 30 listopada 1973    |
| minister marynarki wojennej                                                          | Lance Barnard   | 19 grudnia 1972      | 30 listopada 1973    |
| minister sił powietrznych                                                            | Lance Barnard   | 19 grudnia 1972      | 30 listopada 1973    |
| minister handlu zagranicznego                                                        | Jim Cairns      | 19 grudnia 1972      | 12 czerwca 1974      |
| minister przemysłu przetwórczego                                                     | Jim Cairns      | 19 grudnia 1972      | 9 października 1973  |
| minister przemysłu przetwórczego                                                     | Kep Enderby     | 9 października 1973  | 12 czerwca 1974      |
| minister bezpieczeństwa socjalnego                                                   | Bill Hayden     | 19 grudnia 1972      | 12 czerwca 1974      |
| minister skarbu                                                                      | Frank Crean     | 19 grudnia 1972      | 12 czerwca 1974      |
| prokurator generalny                                                                 | Lionel Murphy   | 19 grudnia 1972      | 12 czerwca 1974      |
| minister cła i akcyzy                                                                | Lionel Murphy   | 19 grudnia 1972      | 12 czerwca 1974      |
| specjalny minister stanu                                                             | Donald Wilesee  | 19 grudnia 1972      | 30 listopada 1973    |
| specjalny minister stanu                                                             | Lionel Bowen    | 30 listopada 1973    | 12 czerwca 1974      |
| wiceprzewodniczący Federalnej Rady Wykonawczej                                       | Donald Wilesee  | 19 grudnia 1972      | 30 listopada 1973    |
| minister wspierający premiera                                                        | Donald Wilesee  | 19 grudnia 1972      | 30 listopada 1973    |
| minister wspierający premiera                                                        | Lionel Bowen    | 30 listopada 1973    | 12 czerwca 1974      |
| wiceminister spraw zagranicznych (w randze członka gabinetu)                         | Donald Wilesee  | 19 grudnia 1972      | 6 października 1973  |
| minister ds. mediów                                                                  | Doug McClelland | 19 grudnia 1972      | 12 czerwca 1974      |
| minister ds. rozwoju Północy                                                         | Rex Patterson   | 19 grudnia 1972      | 12 czerwca 1974      |
| minister repatriacji                                                                 | Reg Bishop      | 19 grudnia 1972      | 12 czerwca 1974      |
| wiceminister obrony (w randze członka gabinetu)                                      | Reg Bishop      | 19 grudnia 1972      | 12 czerwca 1974      |
| minister ds. usług i własności                                                       | Fred Daly       | 19 grudnia 1972      | 12 czerwca 1974      |
| minister pracy                                                                       | Clyde Cameron   | 19 grudnia 1972      | 12 czerwca 1974      |
| minister rozwoju miejskiego i regionalnego                                           | Tom Uren        | 19 grudnia 1972      | 12 czerwca 1974      |
| minister lotnictwa cywilnego                                                         | Charles Jones   | 19 grudnia 1972      | 30 listopada 1973    |
| minister transportu                                                                  | Charles Jones   | 19 grudnia 1972      | 12 czerwca 1974      |
| minister edukacji                                                                    | Kim Beazley     | 19 grudnia 1972      | 12 czerwca 1974      |
| minister turystyki i rekreacji                                                       | Frank Stewart   | 19 grudnia 1972      | 12 czerwca 1974      |
| minister robót publicznych                                                           | Jim Cavanagh    | 19 grudnia 1972      | 9 października 1973  |
| minister robót publicznych                                                           | Les Johnson     | 9 października 1973  | 30 listopada 1973    |
| minister przemysłu podstawowego                                                      | Ken Wriedt      | 19 grudnia 1972      | 12 czerwca 1974      |
| minister spraw aborygeńskich                                                         | Gordon Bryant   | 19 grudnia 1972      | 9 października 1973  |
| minister spraw aborygeńskich                                                         | Jim Cavanagh    | 9 października 1973  | 12 czerwca 1974      |
| minister ds. minerałów i energetyki                                                  | Rex Connor      | 19 grudnia 1972      | 12 czerwca 1974      |
| minister imigracji                                                                   | Al Grassby      | 19 grudnia 1972      | 12 czerwca 1974      |
| minister mieszkalnictwa (od 30 listopada 1973 minister mieszkalnictwa i budownictwa) | Les Johnson     | 19 grudnia 1972      | 12 czerwca 1974      |
| minister ds. Terytorium Północnego                                                   | Kep Enderby     | 19 grudnia 1972      | 19 października 1973 |
| minister ds. Terytorium Północnego                                                   | Rex Patterson   | 19 października 1973 | 12 czerwca 1974      |
| minister ds. Terytorium Stołecznego                                                  | Kep Enderby     | 19 grudnia 1972      | 9 października 1973  |
| minister ds. Terytorium Stołecznego                                                  | Gordon Bryant   | 9 października 1973  | 12 czerwca 1974      |
| minister poczty                                                                      | Lionel Bowen    | 19 grudnia 1972      | 12 czerwca 1974      |
| minister zdrowia                                                                     | Doug Everingham | 19 grudnia 1972      | 12 czerwca 1974      |
| minister środowiska i ochrony przyrody                                               | Moss Cass       | 19 grudnia 1972      | 12 czerwca 1974      |
| minister ds. terytoriów zewnętrznych                                                 | Bil Morrison    | 19 grudnia 1972      | 30 listopada 1973    |
| wiceminister skarbu (w randze członka gabinetu)                                      | Frank Stewart   | 15 lutego 1973       | 12 czerwca 1974      |
| minister nauki                                                                       | Bill Morrison   | 30 listopada 1973    | 12 czerwca 1974      |
| wiceminister spraw zagranicznych ds. Papui-Nowej Gwinei (w randze członka gabinetu)  | Bill Morrison   | 30 listopada 1973    | 12 czerwca 1974      |